# Doom 3
Doom 3 es un videojuego de disparos en primera persona desarrollado por id Software y publicado por Activision. Existen versiones para Microsoft Windows, GNU/Linux, Mac OS X y para la videoconsola Xbox (desarrollado por Vicarious Visions). 
Doom 3 no es una continuación de la serie, sino más bien una nueva versión del Doom original. El juego tiene lugar en el año 2145, en el centro de investigación de la Union Aerospace Corporation (UAC) y en Marte.
Buena parte de la historia del juego así como sus diálogos fueron creados por Matthew J. Costello. Según la historia argumental anterior, la Union Aerospace Corporation (UAC) ha crecido hasta convertirse en la mayor corporación existente, y ha construido una serie de instalaciones de investigación en Marte. En esa base marciana, la UAC han desarrollado estas investigaciones en distintas áreas, incluyendo desarrollo de tecnología armamentística avanzada, investigación biológica, teletransportación y exploración espacial. Debido al hecho de que las instalaciones estén situadas en Marte, la UAC puede realizar sus operaciones al margen de la ley y lejos de controversias morales. Conforme el jugador/a progresa en el juego, podrá aprender que los empleados de la base marciana están intranquilos debido a un gran número de incidentes relacionados con misteriosas voces, avistamientos inexplicables y un creciente número de casos de paranoia y problemas de salud mental, que a menudo derivan en accidentes/incidentes fatales con la maquinaria del complejo. Los rumores en relación a la naturaleza de los misteriosos experimentos llevados a cabo por la división UAC Delta Labs están aumentando entre los empleados destinados al lugar.
Pese a que la base argumental de la historia es la misma que en su predecesor Doom, ésta se desarrolla de forma distinta. Un ejemplo de ello es que en el Doom original el protagonista entra en la base marciana ya invadida por huestes infernales, mientras que en Doom 3 se ve cómo acontece la invasión demoniaca.
Su expansión, Doom 3: Resurrection of Evil, fue anunciada el 25 de octubre de 2004 y desarrollada por id Software y Nerve Software. Incluye una campaña completa para un solo jugador al igual que mapas nuevos para multijugador que admiten hasta 8 jugadores.

## Argumento
Doom 3 comienza con una imagen de Marte visto desde el espacio, al tiempo que una voz robótica nos realiza una breve introducción a la historia de la UAC. Acto seguido veremos una secuencia de la torre de control que gestiona la llegada de la nave de transporte que nos traslada a Mars city, la principal zona de acceso al complejo al cual nos dirigimos.
Con la nave atracada en la estación, los primeros en descender serán Elliott Swann y Jack Campbell, que conversan sobre lo que han venido a hacer allí. Detrás de ellos descenderá nuestro protagonista, un Marine anónimo que acude por vez primera a Marte como miembro de seguridad del equipo encargado de investigar los extraños acontecimientos que están sucediendo. Ese será el momento en el que el jugador tomará control de la acción.
Al poco de bajar la nave que nos ha transportado, se separará del muelle de descarga mientras nosotros nos adentraremos en las instalaciones. Ya en el muelle, algunos personajes nos darán la 'bienvenida' y nos indicarán que debemos dirigirnos a los controles de seguridad para el acceso al interior del recinto.
Una vez dentro aparentemente el ambiente está en calma, las instalaciones y robots están en buen estado, los empleados del complejo no parecen tener comportamientos fuera de lo común (al menos teniendo en cuenta las circunstancias en las que viven). En un mostrador un empleado nos suministrará una PDA que será clave a lo largo del juego ya que permite conectarse a terminales, leer correos electrónicos o acceder al contenido de otras PDAs abandonadas, etc., con lo que poco a poco iremos averiguando la historia del juego, además de tener otras funciones igualmente importantes como por ejemplo dar acceso a zonas restringidas, etc. Después el empleado nos indicará que el Sargento Thomas Kelly ha solicitado nuestra presencia por lo que nos dirigiremos a su oficina.
Por el camino escucharemos a Swann y Campbell manteniendo una acalorada conversación con Malcolm Betruger sobre la investigación de los incidentes y acontecimientos del complejo. Finalmente Malcolm advierte que 'cosas asombrosas' están a punto de ocurrir. Cuando los hombres se marchan, el jugador retoma su camino y se dirije al lugar donde se encuentra el Sargento Jefe Thomas Kelly esperándole. Mientras recorremos los pasillos y salas de acceso encontraremos algunas PDAs, además de cruzarnos con distintos trabajadores del complejo con los que podemos charlar o simplemente escuchar sus conversaciones sobre rumores que hacen referencia a que algo extraño está ocurriendo.
Una vez que lleguemos al centro de control donde se encuentra el Sargento Kelly, éste encargará a nuestro marine protagonista la búsqueda de un científico del Laboratorio Delta que está desaparecido. Tras proporcionarnos algunas indicaciones partiremos con la ayuda de un robot-guía que nos indicará el camino al punto de control que da acceso al área donde desapareció el científico. Tras recorrer varios pasillos y cambiar de nivel mediante un ascensor finalmente llegaremos al punto de control donde un guardia custodia el acceso que por motivos de seguridad está restringido, y al cual solo nos permitirá acceder si antes nos armamos en la armería que custodia. Así pues el jugador adquirirá algunas armas, munición, armadura, una linterna y un equipo de intercomunicador por radio. 
Tras equiparnos accederemos al área conocida como "las mazmorras", donde continuaremos nuestro recorrido por las instalaciones cada vez más siniestras mientras nos adentramos en el complejo subterráneo. De nuevo nos cruzaremos con algunos operarios que nos realizarán inquietantes advertencias. Finalmente, llegaremos a un centro de comunicaciones donde al parecer se encuentra el científico. Sin embargo, para acceder al lugar debemos salir al exterior de la superficie marciana y desgraciadamente no tenemos a mano un equipo de aire presurizado, por lo que tendremos que ser rápidos si no queremos morir asfixiados por el camino.
Ya dentro del lugar, descenderemos a un nivel inferior donde sorprenderemos al científico mientras trata de enviar un mensaje de aviso a la Tierra sobre lo que está ocurriendo allí. En la siguiente secuencia nuestro protagonista trata de detener al científico apuntándole con un arma, pero el hombre parece desesperado por realizar la comunicación e intenta explicarnos la importancia de la misma debido a la gravedad del asunto. Sin embargo, antes de que pueda completar la tarea, algo terrible acontece: por las pantallas de video-vigilancia pueden verse imágenes de lo que parecen ser explosiones en la zona del teletransportador. Antes de que dichas pantallas se apaguen debido a una avería, podemos ver como unos extraños seres atacan al personal en medio de gritos de dolor y terror. Algo está transformando y atacando a las personas que se encuentran en el complejo, mientras que del centro de la sala donde nos encontramos emanan unas llamaradas al tiempo que la energía eléctrica falla y momentáneamente quedamos a oscuras rodeados de extraños símbolos rojizos que misteriosamente aparecen en las paredes, suelos y techos mientras todo tiembla. De repente, de esas llamaradas aparecen calaveras rodeadas de fuego que flotan en todas direcciones. Una de ellas alcanza una pantalla averiada que se enciende y nos muestra la escena en la que un soldado entra en contacto con una calavera convirtiéndolo en un zombie. Al instante el científico, que a nuestro lado atemorizado contemplaba la escena, se ve poseído también por una de las calaveras y nos ataca entre gruñidos. No nos queda otra opción que acabar con él, convirtiéndolo en nuestra primera víctima, la primera de una larga lista si es que queremos salir vivos de allí. En ese instante nuestra misión en el planeta ha cambiado, ahora solo debemos pensar en un objetivo, matarlos a todos

## Modo de juego
El modo de juego es bastante similar al del Doom original, el cual en su tiempo ayudó a establecer las convenciones de los juegos de acción en primera persona (FPS). El principal objetivo del jugador es recorrer un camino a través del entorno hostil del juego, hasta un punto de relativa seguridad al final de cada nivel. La mecánica básica del juego es disparar, agacharse, esquivar y correr, en la que el jugador debe, literalmente, disparar a todo lo que se mueva. El movimiento en Doom 3 es inusualmente simple comparándolo con otros juegos contemporáneos, permitiendo moverse solamente hacia adelante, hacia atrás, de lado, saltar, agacharse y correr, lo cual limita, honestamente, muchas de posibilidades de juego en el mismo. Esto ha sido el centro de algunas críticas al juego. El diseño de niveles y su arquitectura es básicamente lineal, aunque hay ocasiones en las que el jugador, para ir de un punto A a un punto B, debe pasar antes por un punto C y existen algunas totalmente desconocidas en el juego que son de muy difícil acceso y muchas veces están abarrotadas de enemigos, aunque guardan recompensas o sorpresas o cosas peores de las ya conocidas en el juego, lo cual invita a la exploración. Para llegar al lugar deseado y completar un objetivo, cierto número de situaciones deben completarse: eliminar a todos los enemigos del nivel, recoger objetos, resolver acertijos básicos, etc. 
Para ayudar a la ambientación del juego se han añadido mejoras, como una PDA que sirve como identificación de los trabajadores de la UAC. Al jugador le es útil para recoger información de ordenadores repartidos por las instalaciones, así como registrar el contenido de las PDAs de otros personajes que quedaron abandonadas tras la invasión demoníaca. La PDA recoge e-mails, archivos de audio y vídeo que el jugador utiliza para conocer la historia de las instalaciones antes de su llegada y obtener los códigos para abrir armarios sellados, que contienen munición, armas, recargas para la armadura, etc. Lo innovador de este sistema es que el hilo argumental debe ser deducido por el jugador como si realmente fuese un novato que acaba de llegar a las instalaciones y no conoce nada de lo que allí ocurría. Esta información aparece en los e-mails que se enviaba el personal de la UAC así como registros sonoros con sus impresiones. También destaca el hecho de que esta información se ha tratado de forma muy real puesto que junto a los e-mails que informan sobre el argumento también aparecen textos de asuntos personales y correos de publicidad (SPAM).
El principal problema de su jugabilidad es que no hay posibilidad de destruir el escenario, o de seguír otro camino para llegar al objetivo o de alternar el argumento. Tampoco abundan los tipo de armas, o el uso de vehículos, el hackeo de aparatos o el uso de más aparatos electrónicos como las naves espaciales, la reparaciones de máquinas, etc.

## Características
En este juego, tanto los efectos de luz como el diseño de los niveles han sido sumamente cuidados; la iluminación y la situación de los enemigos están pensados para que el jugador sienta pánico. Este es un cambio muy grande considerando que en los anteriores juegos debíamos avanzar liquidando a grandes cantidades de enemigos poco camuflados. En cambio, en Doom 3 lo normal es avanzar poco a poco, observando cada esquina y cada posible escondite con la linterna. Solo ocasionalmente hay salas grandes en la que aparecen muchos enemigos y el jugador debe cambiar su estilo de combate o modificarlo para sobrevivir. Otra diferencia es que en la mayor parte del juego hay casi total oscuridad. Al comienzo del juego se le entrega al protagonista una linterna que no llega a iluminar ni la mitad del campo de visión, la cual no se puede usar al mismo tiempo que el arma, con lo que se expone a no tener tiempo suficiente para armarse si se es atacado de imprevisto (lo que ocurre casi siempre), o a no poder ver a un enemigo que se prepara para atacarnos si se prefiere usar un arma. 
El juego no tiene banda sonora musical, aunque posee cortas melodías de sintetizadores, que suenan en ciertos momentos y posee también el tema propio y característico, que aparece en el menú y en la publicidad. Aun así, la banda sonora, no se hace necesaria ya que el sistema de ambientación acústico es excepcionalmente perturbador. Este último viene acompañado por el efecto de luz. Ambos se activan en todo su potencial en las zonas más hostiles para hacer que el jugador se desespere. Un ejemplo de ello es el uso de una niebla roja que rodea al jugador que es atacado, o el efecto que surge cuando un demonio se «teletransporta» hasta la posición del protagonista: las paredes de la habitación se iluminan con símbolos satánicos de un brillo rojizo fugaz. Todos estos elementos provocan una situación continua de opresión y verdadera incertidumbre y terror, donde el miedo puede llegar a provocar que el jugador vea cosas donde no las hay y tenga que estar guardando la partida continuamente. Otra observación es que el decorado es extremadamente animado ya que se rompen paredes de las cuales surgen monstruos, se rompen máquinas, aparece fuego o sangre, etc.
En este sentido, vemos la gran influencia que Doom 3 tomó de películas como la original Alien de Ridley Scott (1979), donde el efecto de terror es la esencia del mal. Al mal no se le distingue claramente y en detalle hasta que está encima de nosotros. Quizás, hasta que no se le derrota solo se le demora; el mal no se atenúa con advertencias previas; el mal «está allí». Las sombras, las iluminaciones estilo «catedral», el uso de luces naturales, las terminaciones antiguas metálicas o arruinadas, todo confluye para producir terror. Impacta de Doom 3 el complejo sonido estéreo envolvente que posee: si se lo juega con auriculares, puede realmente aterrorizar.
En el año de su lanzamiento, el hacer mención del estilo gráfico de Doom 3 era sinónimo de «increíble», y sin duda llevaba la delantera. En este sentido, ID Software sentó el estándar de lo que serían los juegos en años venideros. Era esto también su mayor defecto: necesita mucha potencia de la computadora.
Impactan los decorados y el estilo bio-mecánico que estos tienen. La ambientación es única y su realismo es tremendo en cuanto a planteamientos mecánicos vanguardistas y futuristas, consistiendo en una base en Marte, que se dedica a extraños y muchas veces antiéticos experimentos de toda clase; una base que se encuentra en decadencia moral y que ya no tiene suficiente potencia para continuar con las investigaciones. Durante el juego el jugador recorrerá diversas zonas del complejo y podrá ver que todo está sumamente cuidado, todo tiene una lógica y, pese a que las máquinas sean ficticias, tienen una base científica lógica así como una mecánica funcional.
Sobre los enemigos se ha dicho, en tono de broma, que los programadores de ID Software quizás tengan serios problemas mentales. Son los mismos del Doom original, pero llevados a un extremo. El juego en sí tiene imágenes tétricas: arañas con cabezas humanas invertidas, cadáveres despedazados o decapitados, sangre y leyendas satánicas escritas en las paredes, bebés diabólicos y ríos de sangre que indican el camino a seguir (especial mención para el laboratorio DELTA 4) que son claras marcas de «contra quién se está luchando».
El lanzamiento de este juego fue prácticamente cinematográfico, y fue el primero en incorporar en su sitio web «trailers» al mismo estilo de los filmes de Hollywood. Esa tradición se mantuvo con la expansión Resurrection of Evil y con el juego Quake 4, que utiliza el mismo motor gráfico.

## Armas
En Doom 3 hacen aparición las armas del juego original como la pistola, la escopeta, la ametralladora, el lanzamisiles, el fusil de plasma, la BFG9000 y no podía faltar la famosa motosierra. Una nueva característica en la serie, pero no en el género, es que debemos recargar las armas cuando se nos agote la munición. Además, los tiempos de recarga prolongados contribuyen a crear situaciones de tensión cuando nos quedan pocas balas y somos atacados. Una nueva arma, el «Cubo de las Almas», es un objeto necesario para poder terminar el juego. Al soltarlo, él solo se dirige por sí mismo hacia los enemigos de la zona y les «roba» la salud para dárnosla a nosotros.
Entre lo que se puede usar para defenderse y/o atacar, están los puños, la linterna, la pistola, la ametralladora, una ametralladora Gatlin-Gun, granadas, el proyector de plasma, el lanzamisiles, la BFG9000 y el Cubo de las Almas.

### El Cubo de las Almas
El «Cubo de las Almas» es un artefacto especial en el juego, usado también como arma de ataque. El personal de la UAC-(Union Aerospace Corporation) encontró este artefacto en las excavaciones. Fue su mayor y mejor descubrimiento. Los jeroglíficos y símbolos del Cubo de las Almas pueden concentrar cinco almas de los enemigos de forma que el cubo avisa al portador del artefacto que se encuentra listo para atacar, y después de asesinar al enemigo puede transferir la vida del adversario al jugador. A los enemigos con gran fuerza y resistencia no los puede matar al primer ataque, pero sí los debilita bastante.
Para obtener esta arma tienes que pasar por el portal y matar a un tipo de demonio totalmente ciego disparando a los centinelas que lo guían (The Guardian).

## Enemigos
Los enemigos son los mismos que en Doom y Doom 2 con algunos cambios. Los Imp ya no tienen púas en los hombros; los pinky ( o demons) ya no andan en 2 patas, y pasan a ser unos enemigos bastante formidables. Se agregaron otros enemigos como 2 (Trities, Tricks) tipos de arañas muy diferentes a las de Doom 2. Aunque hay una araña que es un subjefe que podría equivaler a la araña jefe del episodio inferno en Doom 1. El Hellknight sigue teniendo las mismas formas de ataque, aunque ahora ha abandonado su aspecto típico demoníaco con patas de cabra y cuernos, por uno más bestial y musculoso. Los nuevos lost Soul tienen forma de cabeza humana voladora envuelta en llamas y tienen la boca abierta y llena de pequeños colmillos. Un enemigo parecido sin nombre oficial son unas calaveras voladoras que brillan con una luz anaranjada y zombifican a las personas que encuentran. Provocan breves cortes de luz cuando aparecen, y encontrase con una de ellas suele significar que hay zombis en los alrededores. En la expansión Resurrection of evil se recuperó el diseño original de los lost soul del Doom 2 de calavera voladora con cuernos, y se los llamó «Forgoten One» (quizás en alusión a que su aspecto, uno de los iconos de la serie Doom, fue «olvidado» a favor del nuevo diseño). Además el jefe final es un CyberDemon, que en Doom 2 era un semi-jefe, y su apariencia en Doom 3 es aún más imponente, de unos 10 metros de altura (The Cyberdemon).

## Expansiones y otras versiones

### Doom 3: Resurrection Of Evil
id Software publicó la expansión oficial de Doom 3, Doom 3: Resurrection of Evil, en abril de 2005 para Windows y Mac, y en octubre del mismo año para la Xbox. Esta expansión tiene lugar dos años después de los eventos de Doom 3, teniendo como su principal antagonista al Profesor Betruger (convertido en Maledict). Además de añadir nuevos enemigos y jefes, el juego añade dos armas nuevas, un "levitador" (similar al arma de gravedad de Half-Life 2) y la clásica escopeta de doble barril de Doom 2.

### Doom 3: BFG Edition
Doom 3 fue re-lanzado como Doom 3: BFG Edition el 15 de octubre de 2012 en Australia y el 16 en Norteamérica y el 19 en Europa para PC, Xbox 360 y PS3. Esta versión incluye gráficos y efectos de sonido mejorados, un sistema de guardado de partidas a través de checkpoints y soporte para pantallas 3D y HMDs. Además, el juego incluye la expansión Resurrection of Evil con una misión nueva titulada The Lost Mission. Esta nueva versión también incluye los juegos clásicos Doom (en su versión Doom Ultimate que incluye el episodio 4 Thy Flesh Consumed que anteriormente había sido publicado solo para Xbox) y Doom 2 (incluyendo el episodio No Rest For The Living, que anteriormente había sido publicado solo para Xbox 360). El juego también permite al jugador utilizar la linterna y cualquier arma en forma simultánea, algo que no era posible ni en el juego original ni en la expansión.

## Requisitos del sistema

### Requisitos mínimos para PC
- Pentium 4 o Athlon XP a 1,5 GHz
- 400 MB de memoria RAM
- GeForce 3 Ti 64MB o Ati Radeon 8500 64MB
- Unidad lectora de CD-ROM de velocidad mínima 8x.

### Sistema recomendado
- Procesador a 2,6 GHz
- 512 MB de memoria RAM
- Geforce 4 Ti 128MB o Ati equivalente.

### Sistema óptimo
- Intel Pentium 4 3,0 GHz o Athlon XP/AMD64 3000+ O Equivalente.
- 1 GB de memoria ram DDR
- 2 GB de espacio libre en disco
- Tarjeta gráfica de 256/512 mb serie Nvidia superior y ATI o superior. (Doom 3 tiene una opción para mostrar gráficos mejorados, pero es necesario una tarjeta gráfica de 512mb como mínimo).

## Equipo desarrollador deDoom 3

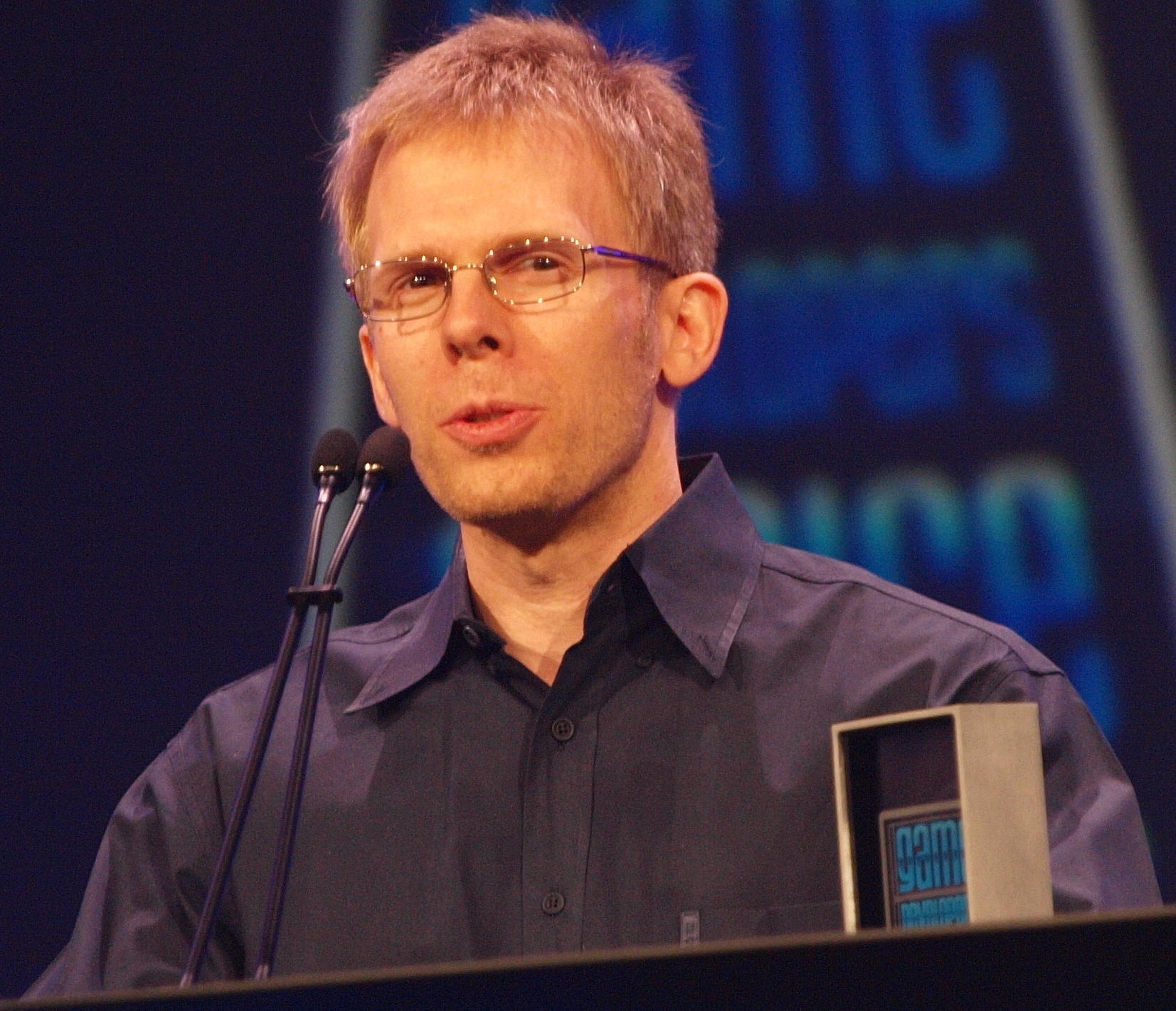
El motor de Doom 3 fue creado por John Carmack.

- John Carmack — Creador del motor del juego y gráficos
- Graeme Devine — Creador del motor de sonido
- Seneca Menard — Modelos 3D
- Kenneth Scott — Artista
- John Carter — Animaciones
- Jim Dose — Inteligencia artificial
- Robert Duffy — Programador
- Jan Paul van Waveren — Motor de físicas (physics)
- Tim Willits — Diseñador
- Adrian Carmack — Artista
- Paul Jaquays — Diseñador de niveles
- Malvern Blackwell — Diseñador de niveles
- Christian Antkow — Diseñador de niveles
- Kevin Cloud — Artista

| Predecesor: Doom 64 | Doom 3 | Sucesor: Doom |